# Òxid de zinc-eugenol
L'òxid de zinc eugenol ( ZOE ) és un material creat per la combinació d'òxid de zinc i eugenol contingut en l'oli de clau . Es produeix una reacció àcid-base amb la formació d'eugenolat de zinc quelat. La reacció és catalitzada per l'aigua i s'accelera per la presència de sals metàl·liques. ZOE es pot utilitzar com a material d'obturació dental o ciment dental en odontologia .

## Descripció
Sovint s'utilitza en odontologia quan la càries és molt profunda o molt a prop del nervi o de la cambra pulpar. Com que el teixit de l'interior de la dent, és a dir, la polpa, reacciona malament a l'estímul de perforació (calor i vibració), sovint s'inflama greument i precipita una condició anomenada pulpitis aguda o crònica. Aquesta condició generalment condueix a una sensibilitat dental crònica severa o un mal de queixal real i només es pot tractar amb l'extirpació del nervi (polpa) anomenada teràpia del conducte radicular . Per a les persones amb una cavitat seca com a complicació de l'extracció de la dent, empaquetar la cavitat seca amb una pasta d'òxid d'eugenol-zinc sobre una gasa de iodoform és eficaç per reduir el dolor agut. La col·locació d'un ZOE "temporal" durant uns o diversos dies abans de la col·locació del farcit final pot ajudar a sedar la polpa. Però, ZOE va tenir citotoxicitat in vitro principalment per raó de l'alliberament d'ions Zn, no d'eugenol.
Malgrat la severa citotoxicitat in vitro, ZOE va mostrar una biocompatibilitat relativament bona en estudis amb animals quan es va aplicar ZOE a la dentina. Quan es va utilitzar ZOE com a materials basats en la protecció de la dentina, l'ús de resina composta dental a ZOE es va prevenir fortament a causa de la seva inhibició de la polimerització de la resina mitjançant l'efecte d'eliminació de radicals. Es classifica com a material de restauració intermedi i té propietats anestèsicas i antibacterianes . El mecanisme exacte de l'efecte anestèsic de ZOE no es va revelar perfectament, però possiblement a través de l'efecte antiinflamatori, modulant les cèl·lules immunitàries a un estat menys inflamat.
De vegades s'utilitza en la cura de la càries dental com a " obturació temporal". Els ciments ZOE es van introduir a la dècada de 1890.
L'òxid de zinc eugenol també s'utilitza com a material d'impressió durant la construcció de dentadures completes i s'utilitza en la tècnica mucostàtica de presa d'impressions, generalment en una safata especial, (acrílic) produïda després d'impressions d'alginat primaris. No obstant això, ZOE no s'acostuma a utilitzar si el pacient té grans retallades o tuberositats, per la qual cosa els materials d'impressió de silicona serien més adequats.
L'òxid de zinc eugenol també s'utilitza com a additiu antimicrobià en la pintura.

## Tipus
Segons l'especificació ANSI/ADA núm. 30 (ISO 3107) i depenent de l'ús previst i la formulació individual dissenyada per a cada propòsit específic.

## Composició
La composició química de ZOE sol ser:
- Òxid de zinc, ~69,0%
- Colofonia blanca (blanquejada), ~29,3%
- Acetat de zinc, ~ 1,0% (millora la força-resistència)
- Estearat de zinc, ~ 0,7% (actua com a accelerador)
- Líquid ( eugenol, ~85%, oli d'oliva ~15%)

Les pastes d'impressió ZOE es venen en dos tubs separats. El primer tub conté òxid de zinc i oli vegetal o mineral, mentre que el segon tub conté eugenol i colofonia. L'oli vegetal o mineral actua com a plastificant i ajuda a contrarestar l'acció irritant de l'eugenol.
L'oli de clavell d'olor, que conté entre un 70% i un 85% d'eugenol, s'utilitza de vegades en comptes de l'eugenol perquè provoca menys sensació d'ardor en els pacients quan entra en contacte amb els teixits tous. La colofonia afegida a la pasta del segon tub accelera la reacció i produeix un producte més suau i homogeni.
bàlsam de Canadà i el bàlsam del Perú s'utilitzen sovint per augmentar el flux i millorar les propietats de mescla. Si la pasta mesclada és massa fina o no té cos abans de fixar-se, es pot afegir un farciment (com una cera ) o una pols inert (com ara caolí, talc o terra de diatomeas ) a una o ambdues pastes originals.